# Letní slavnosti staré hudby

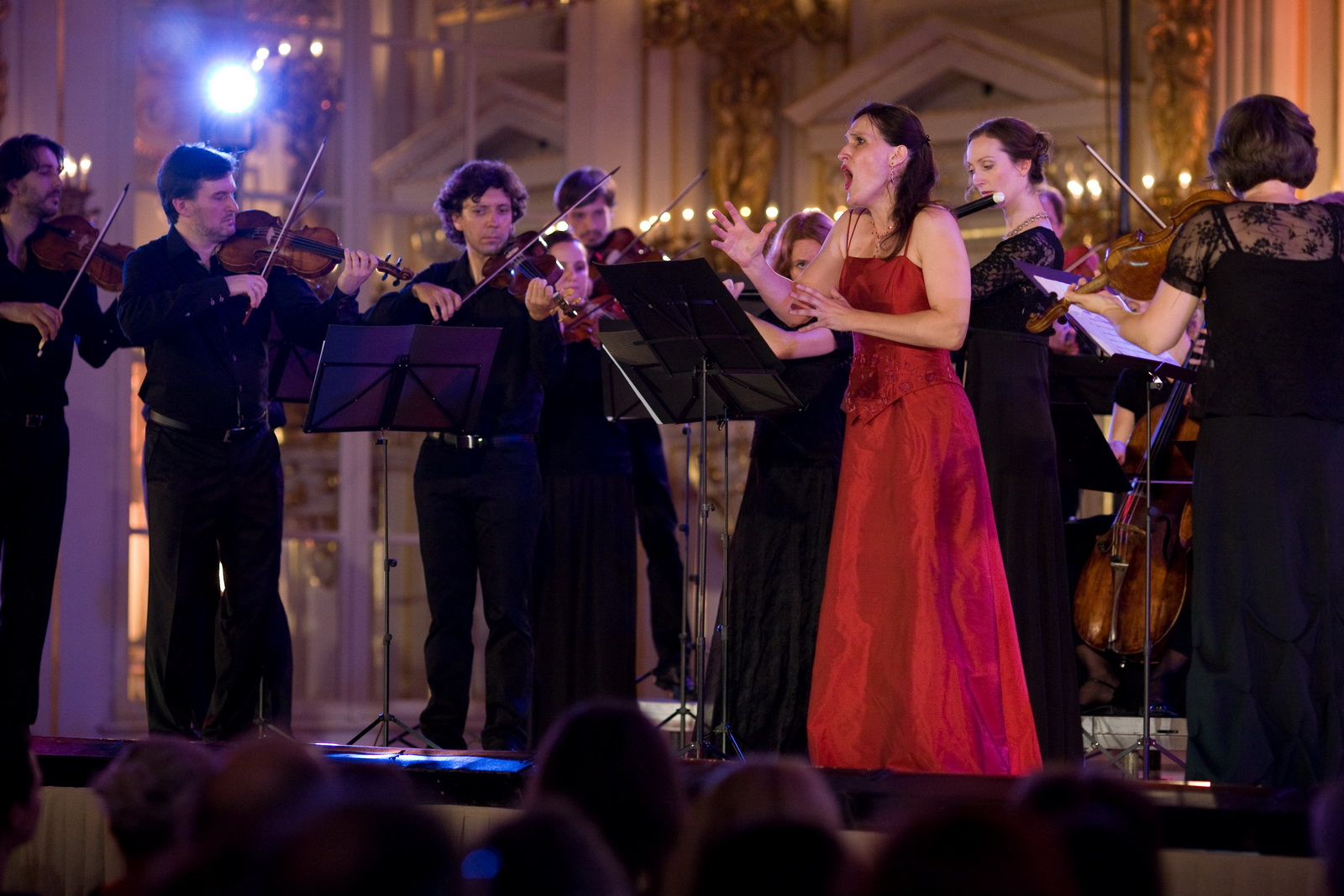
Claire Lefilliâtre, Římská slavnost, Arte dei Suonatori a Collegium Marianum, 6. srpen 2013, Španělský sál, Praha, festival Letní slavnosti staré hudby,
foto: Anna Chlumská

Letní slavnosti staré hudby je mezinárodní hudební festival historických uměleckých hudebních směrů. Byl založen v roce 1999 z iniciativy umělecké vedoucí a dramaturgyně souboru Collegium Marianum Jany Semerádové a koná se každoročně v letních měsících v Praze.

## Charakteristika
Festival je vstupní branou, přes niž proudí do České republiky zahraniční soubory, které se věnují interpretaci světské středověké i renesanční tvorby, spolu s hudebníky, kteří hrají na originály či kopie historických nástrojů. Díky tematicky propracované dramaturgii festival přesahuje do oblasti barokního divadla a tance. Charakteristickou součástí těchto produkcí jsou dobové kostýmy, původní choreografie, barokní gestika, rétorika a líčení. Vznikají tak novodobé premiéry, v některých případech ještě neuvedených děl hudební historie, a to nejen v českém, ale i světovém kontextu. Dramaturgie festivalu navázala v této souvislosti spolupráci s významnými umělci, zabývajícími se tímto oborem, např. francouzským režisérem Benjaminem Lazarem a francouzskou sopranistkou Claire Lefilliâtre. Rezidenční souborem festivalu je soubor Collegium Marianum z Prahy. 
Program jednotlivých ročníků od roku 2000 a jejich tematická zaměření jsou uvedeny na oficiální stránce festivalu (archiv)